# Achondrostoma arcasii
The Berme Juela (Achondrostoma arcasii) là một loài cá vây tia thuộc họ Cyprinidae.
Loài này có ở Bồ Đào Nha và Tây Ban Nha.

## Hình ảnh

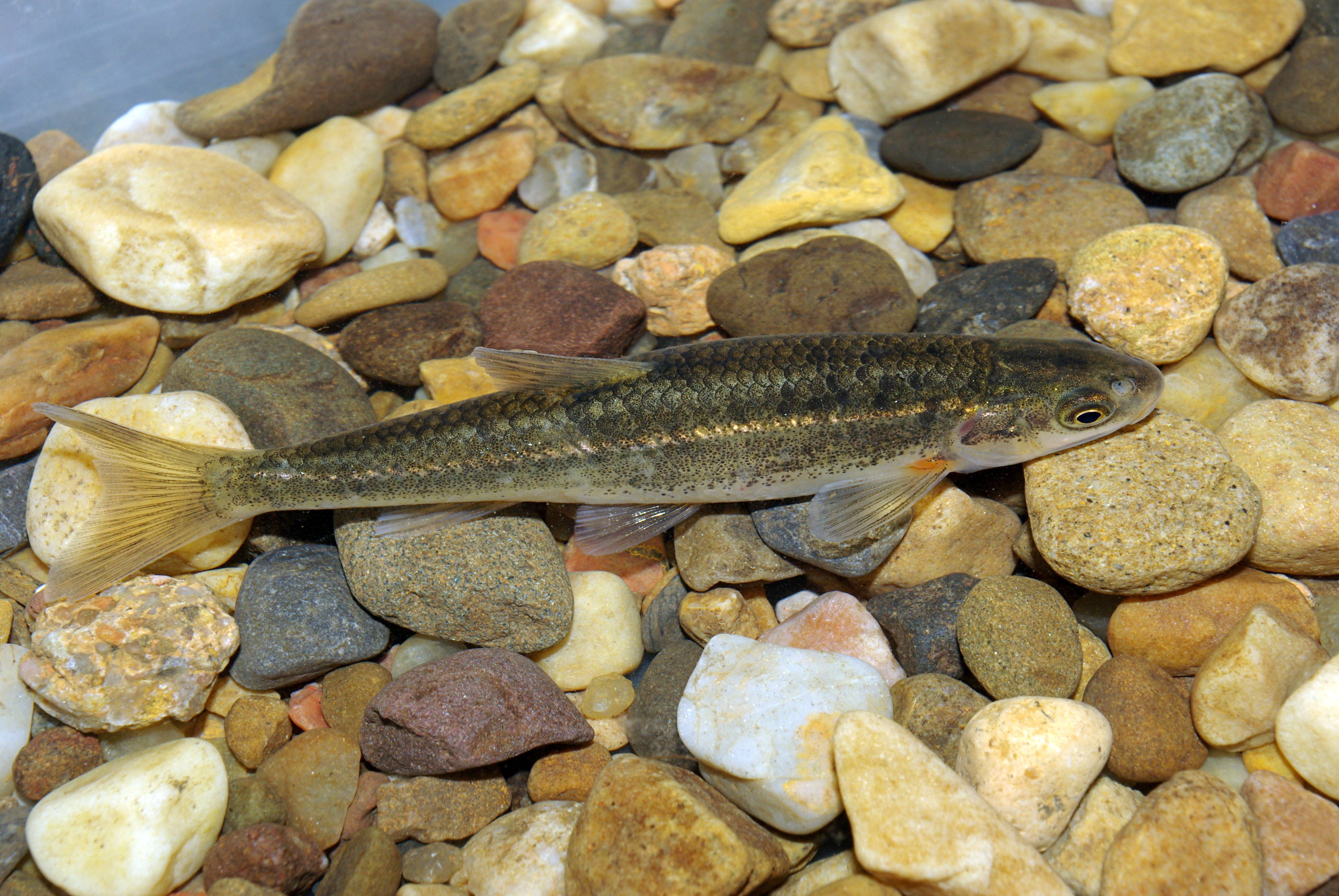
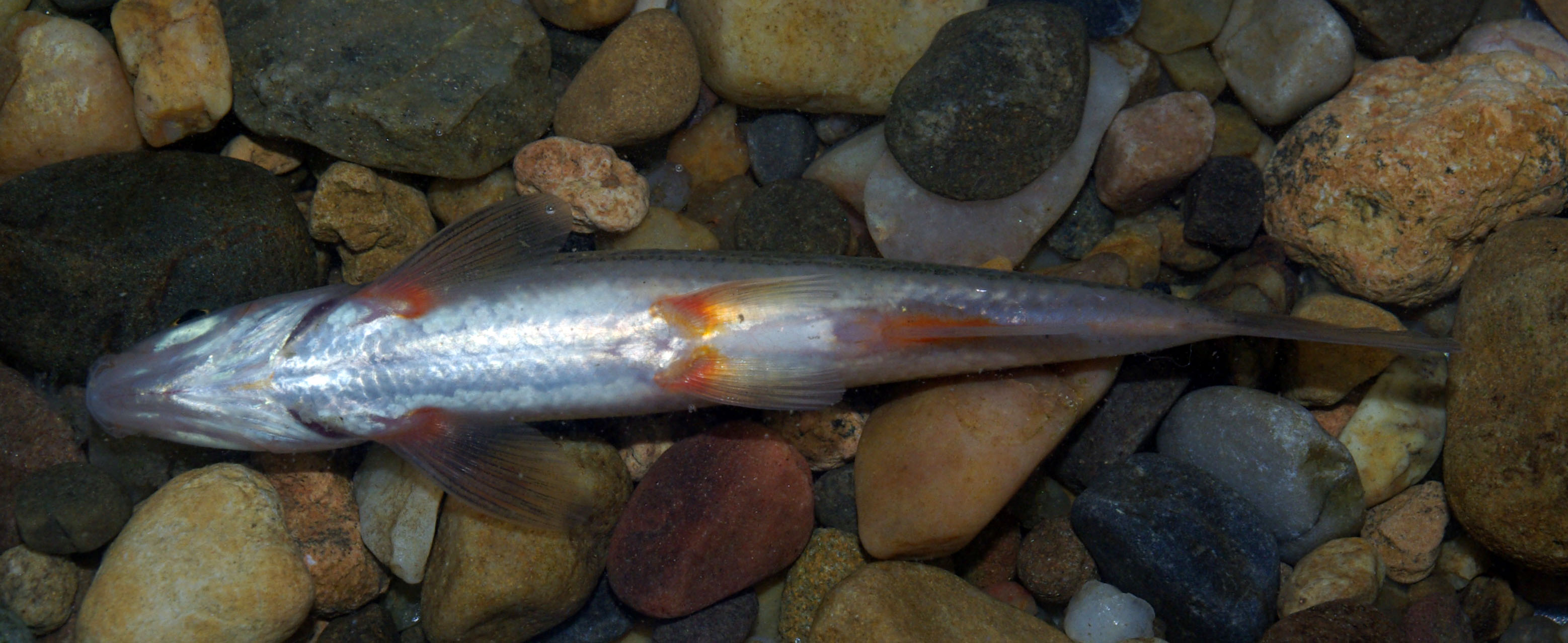
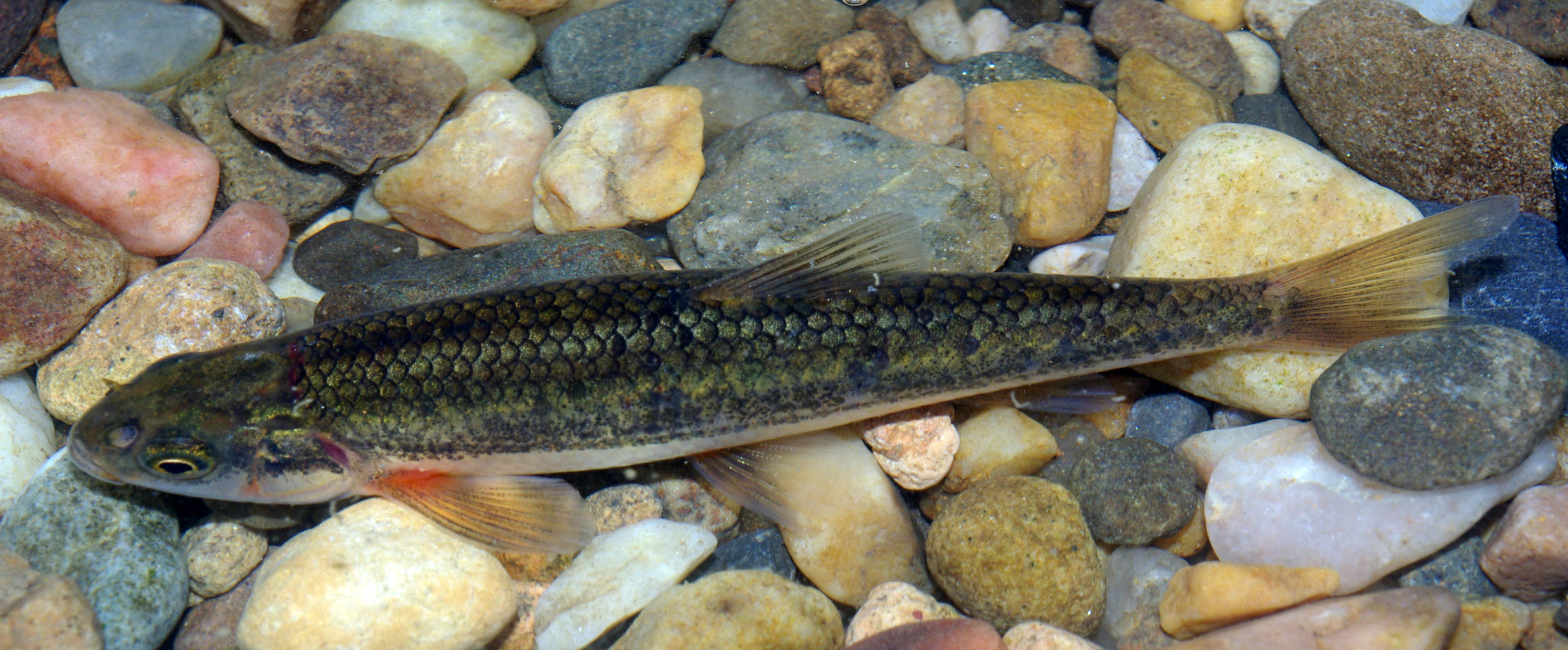
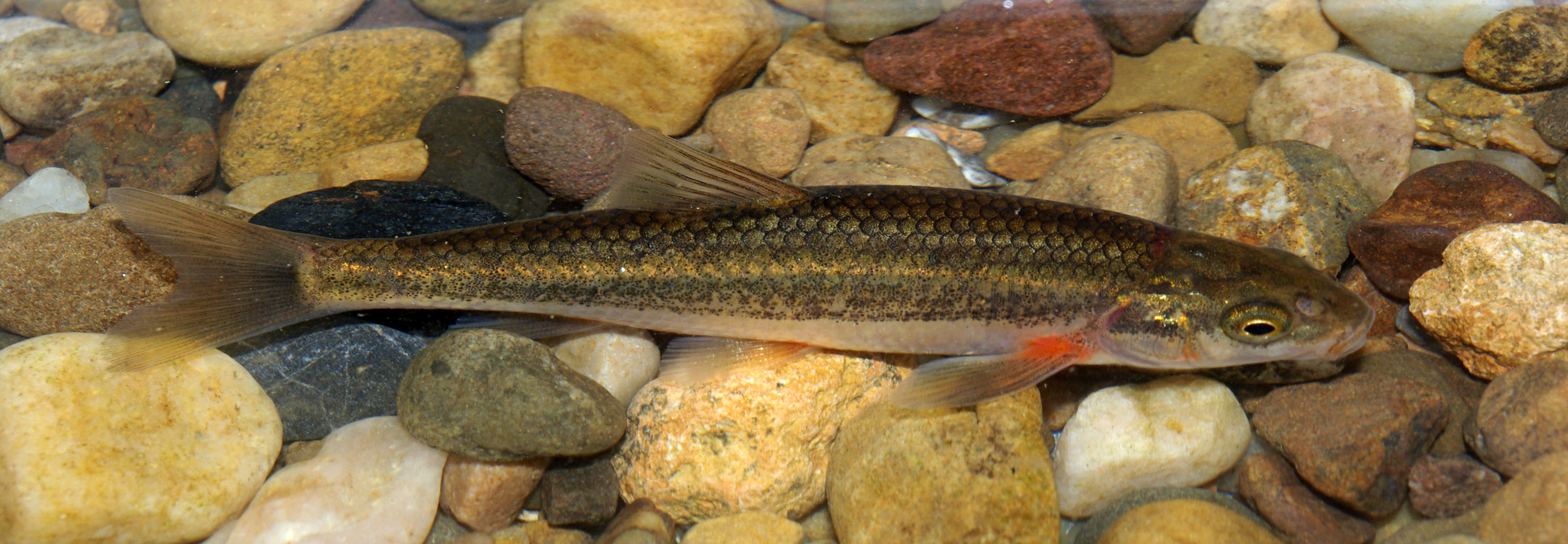